# Schwenningen (Donau)

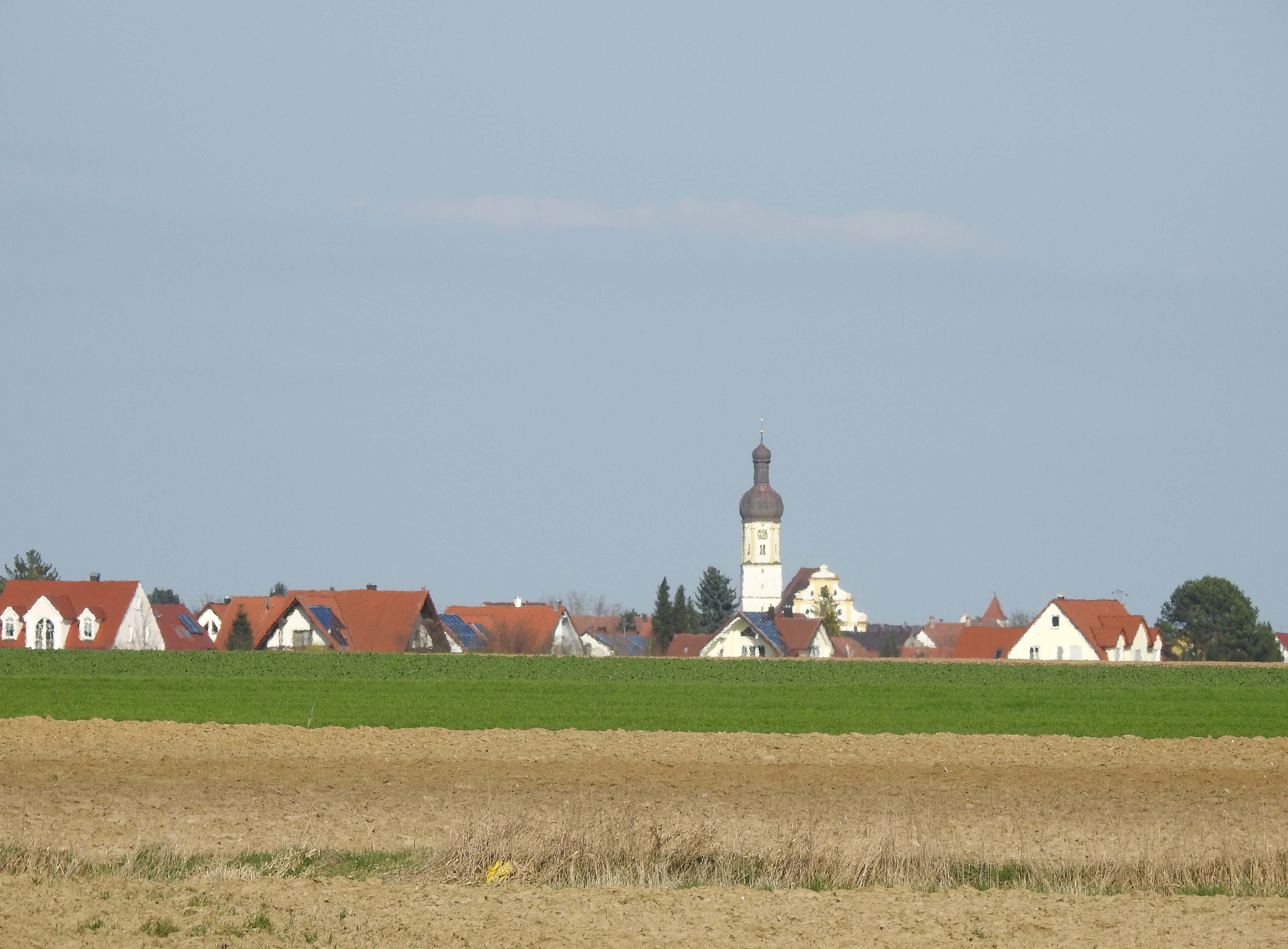
Schwenningen von Westen

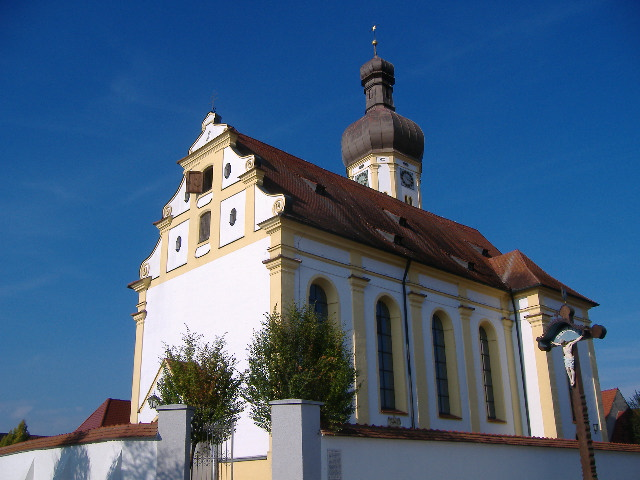
Pfarrkirche St. Ulrich und Johannes Baptist

Schwenningen ist eine Gemeinde im schwäbischen Landkreis Dillingen an der Donau. Die Gemeinde ist Mitglied der Verwaltungsgemeinschaft Höchstädt an der Donau.

## Geografie
Schwenningen liegt in der Region Augsburg im Donauried. Die Gemeinde Schwenningen sollte nicht verwechselt werden mit dem Stadtteil Schwenningen der Kreisstadt Villingen-Schwenningen.
Es gibt 10 Gemeindeteile (in Klammern ist der Siedlungstyp angegeben):
- Dettenhart (Einöde)
- Fischweitschwaig (Einöde)
- Gremheim (Pfarrdorf)
- Gunkelschwaige (Einöde)
- Joasschwaig (Einöde)
- Neuschwaig (Einöde)
- Ruppenmühle (Einöde)
- Ruppenschwaig (Einöde)
- Schwenningen (Pfarrdorf)
- Stoffelhansenschwaig (Einöde)

Es gibt die Gemarkungen Gremheim und Schwenningen.

## Geschichte

### Bis zur Gemeindegründung
Bis zum 13. Jahrhundert waren die Grafen von Dillingen Grund- und Gerichtsherren. Schwenningen gehörte später den Herren von Jubert. Der Ort war Teil  des Kurfürstentums Bayern und bildete eine geschlossene Hofmark, deren Sitz Schwenningen war. Durch das Gemeindeedikt von 1818 entstand die heutige politische Gemeinde.

### Eingemeindungen
Im Zuge der Gebietsreform in Bayern wurde am 1. Mai 1978 die Gemeinde Gremheim eingegliedert.

### Einwohnerentwicklung
| Jahr | Einwohner |
| ---- | --------- |
| 1961 | 1450      |
| 1970 | 1397      |
| 1987 | 1343      |
| 1991 | 1428      |
| 1995 | 1461      |
| 2000 | 1465      |
| 2005 | 1475      |
| 2010 | 1405      |
| 2015 | 1448      |

Zwischen 1988 und 2018 wuchs die Gemeinde von 1337 auf 1406 um 69 Einwohner bzw. um 5,2 %.

## Politik

### Gemeinderat
Der Gemeinderat hat zwölf Mitglieder. Seit der Kommunalwahl 2020 verteilen sich die Sitze auf folgende Listen:
| Parteien und Wählergemeinschaften     | % 2020 | Sitze 2020 | % 2014 | Sitze 2014 |
| ------------------------------------- | ------ | ---------- | ------ | ---------- |
| Bürgerblock-Junge Bürger Schwenningen | 58,4   | 7          | 52,1   | 6          |
| Freie Wähler Gremheim                 | 24,5   | 3          | 22,0   | 3          |
| CSU                                   | 17,2   | 2          | 25,8   | 3          |
| Gesamt                                | 100,0  | 16         | 100,0  | 16         |
| Wahlbeteiligung in %                  | 77,9   | 77,9       | 69,5   | 69,5       |

### Bürgermeister
Erster Bürgermeister ist seit Mai 2020 Johannes Ebermayer (Bürgerblock – Junge Bürger / CSU); dieser wurde unter drei Bewerbern im ersten Wahlgang am 15. März 2020 mit 59,1 % der Stimmen gewählt (Liste Bürgerblock-Junge Bürger). Sein Vorgänger war von Mai 1996 bis April 2020 Reinhold Schilling (Bürgerblock – Junge Bürger / CSU).

### Steuereinnahmen
2013 betrugen die Gemeindesteuereinnahmen 958.000 €, davon betrugen die Gewerbesteuereinnahmen (netto) 156.000 €.

### Wappen
|  | Blasonierung: „Schräg geteilt durch einen goldenen Balken; oben in Blau ein schreitender, goldenbewehrter silberner Löwe, unten in Rot eine silberne Hirschstange.“ |
|  | |

## Kultur und Sehenswürdigkeiten

### Sehenswürdigkeiten
- Katholische Pfarrkirche St. Ulrich und Johann Baptist
- Schloss Kalteneck

## Wirtschaft und Infrastruktur

### Wirtschaft einschließlich Land- und Forstwirtschaft
Es gab 2013 nach der amtlichen Statistik 98 sozialversicherungspflichtige Beschäftigte am Arbeitsort. Beschäftigte am Wohnort wurde 608 gezahlt, so dass das Pendlersaldo 510 Beschäftigte betrug.
2010 bestanden 45 landwirtschaftliche Betriebe. Die landwirtschaftlich genutzte Fläche betrug 2188 ha, davon waren 1880 ha Ackerfläche und 308 ha Dauergrünfläche.

### Verkehr
Schwenningen (Donau) verfügt über den im Jahr 2006 neu errichteten Haltepunkt Schwenningen (Bay), der über die Bahnstrecke Ingolstadt–Neuoffingen stündliche Verbindungen nach Ulm sowie Donauwörth, Ingolstadt und Regensburg ermöglicht. Schwenningen hat Anschluss zur Bundesstraße 16.

### Bildung
Es gibt folgende Einrichtungen (Stand: 2014):
- Kindergarten: 50 Kindergartenplätze mit 30 Kindern, davon 3 unter 3 Jahren (Neubau Kita – 2020/2021)
- Grundschule: mit 5 Klassen und 99 Schülern